# Сайпион, Уилфорд
Уи́лфорд Са́йпион (англ. Wilford Scypion; 1958—2014) — американский боксёр-профессионал, выступал в средней и второй средней весовых категориях в период 1978—1991. Победитель национального чемпионата «Золотые перчатки», владел титулом чемпиона Боксерской ассоциации Соединенных Штатов, был претендентом на титул чемпиона мира по версии Международной боксёрской федерации.

## Биография
Уилфорд Сайпион родился 18 июля 1958 года, детство провёл в Порт-Артуре, штат Техас. Боксом занимался под руководством тренера Кенни Уэлдона, позже проходил подготовку у Виктора Валле. На любительском уровне в 1978 году одержал победу в национальном чемпионате «Золотые перчатки» — сразу после этой победы перешёл в профессионалы, состоял на контракте у менеджеров Майка Джонса и Говарда Парэма.
Дебютировав в профессионалах, в течение двух последующих лет Сайпион выиграл шестнадцать поединков подряд, причём один из его оппонентов, нокаутированный в десятом раунде Вилли Классен, скончался спустя пять дней после боя. Первое в карьере поражение потерпел в июне 1980 года от сирийца Мустафы Хамшо, по очкам решением судей. Далее за следующие два года встретился с ещё одиннадцатью соперниками, из них проиграл только двоим, тогда как во всех остальных случаях выходил с ринга победителем.
Благодаря череде удачных выступлений в начале 1983 года получил возможность побороться за титул регионального чемпиона Боксерской ассоциации Соединенных Штатов в средней весовой категории. Взял верх над своим соперником Франком Флетчером в двенадцати раундах единогласным решением судей, в результате чего удостоился права оспорить  вакантный титул чемпиона мира по версии недавно созданной Международной боксёрской федерации. В бою со знаменитым чемпионом Марвином Хаглером, тем не менее, проиграл нокаутом уже в четвёртом раунде из пятнадцати.
В 1984 году пытался вернуть себе звание чемпиона Боксерской ассоциации Соединенных Штатов (на сей раз во втором среднем весе) — в противостоянии с шотландцем Марри Сазерлендом во втором раунде сумел отправить своего соперника в нокдаун, однако затем в одиннадцатом раунде сам оказался в нокдауне, а в двенадцатом рефери вынужден был остановить поединок, засчитав ему поражение техническим нокаутом. Позже его соперником стал будущий многократный чемпион мира Айрен Баркли, они встретились в рейтинговом поединке в ноябре 1985 года, и Сайпион вновь проиграл нокаутом, на сей раз в восьмом раунде.
Несмотря на серию обидных поражений, Уилфорд Сайпион продолжил выходить на ринг, боксировал с попеременным успехом вплоть до 1991 года, но существенных достижений уже не добивался. Всего на профессиональном ринге провёл 41 бой, из них 32 окончил победой (в том числе 24 досрочно) и 9 проиграл. После завершения спортивной карьеры вернулся в родной Порт-Артур, где проживал вместе с отцом и сестрой — считался довольно известной личностью в городе, вёл активный образ жизни, регулярно ходил в церковь. Его сын Уилфорд младший тоже пробовал силы в профессиональном боксе, в период 2007—2010 провёл несколько поединков, но значимых побед не одерживал.
27 февраля 2014 года Сайпион умер от осложнений, вызванных пневмонией.